# Antonio Manchado Curto
Antonio Manchado Curto (Sabadell, 28 d'abril de 1965) és un exfutbolista català que ocupava la posició de migcampista defensiu.

## Trajectòria
En categoria juvenil fitxa pel CE Castelló, provinent del Gimnàstic Mercantil de Sabadell. Amb el club de la Plana milita a la Segona Divisió, esdevenint titular. Seria un dels jugadors claus de l'equip de Castàlia durant la segona meitat de la dècada dels 80, i disputaria 32 partits i marcaria un gol a la temporada 88/89, que culminà amb l'ascens a primera divisió.
El Castelló roman dues campanyes a la màxima categoria abans de retornar a Segona. En eixe període, el sabadellenc hi seria titular, tot jugant 66 partits, 60 d'ells complets. També hi seria titular la temporada 91/92, a la categoria d'argent.
L'estiu de 1992 fitxa pel Palamós CF, amb qui disputa 34 partits. L'any següent recala a l'Hèrcules CF, també a Segona Divisió.
Posteriorment, viuria una segona etapa al CE Castelló a partir del 1995, llavors en la Segona Divisió B. Ha continuat vinculat al club com a entrenador de les categories inferiors i com a delegat del primer equip.